# Lưu Sưởng (Nam Hán)
Lưu Sưởng (giản thể: 刘鋹; phồn thể: 劉鋹; bính âm: Liú Chǎng; Việt bính: Lau4 Cong2; 943-980), hay Nam Hán Hậu Chủ (南漢後主), là vua thứ tư và là vua cuối cùng của nước Nam Hán thời Ngũ đại Thập quốc trong lịch sử Trung Quốc. Ông ở ngôi từ năm 958 đến năm 971 thì bị mất nước về nhà Tống.

## Thân thế
Lưu Sưởng là con trưởng của Nam Hán Trung Tông Lưu Thịnh. Ông còn có tên khác là Lưu Kế Hưng. Chưa rõ mẹ ông là ai.
Ngày Tân Tị (3) tháng 8 năm Mậu Ngọ (18 tháng 9 năm 958), khi ông 16 tuổi thì vua cha Hán Trung Tông qua đời. Lưu Sưởng lên kế vị.

## Tin dùng hoạn quan
Lưu Sưởng được đánh giá là một vị vua nhu nhược, không có tài năng và không có chí lớn. Khi mới lên ngôi, ông dùng các đại thần triều trước là Cung Trừng Khu và Trần Diên Thọ quyết định việc nước.
Lưu Sưởng được hưởng phú quý từ nhỏ, ông cho rằng các quần thần chỉ lo cho gia đình mình, sẽ không trung thành với vua, chỉ có hoạn quan là đáng tin cậy. Vì vậy, ông chỉ tin dùng hoạn quan, còn đối với các đại thần đặt ra chức vụ chỉ để làm vì. Những người có tài năng mưu lược không được trọng dụng.
Lưu Sưởng thích hoạn quan tới mức lập ra nhiều nhà tằm (tức phòng thiến), có tới hàng trăm thợ thiến. Do đó có nhiều người tự thiến để được làm quan; kể cả những phạm nhân chấp nhận thiến cũng được vào cung. Những người đỗ đạt, thậm chí cả trạng nguyên và các nhà sư, nếu muốn được ngồi cùng bàn việc lớn với vua đều phải tự nguyện vào thiến rồi mới được dùng. Chính vì vậy số lượng hoạn quan nước Nam Hán tăng lên rất nhanh: thời Cao Tổ Lưu Nghiễm chỉ có khoảng 300 nhưng tới thời Hậu Chủ tăng lên tới vài ngàn.
Năm 959, Thượng thư hữu thừa Chung Doãn Chương đề nghị trừ bỏ hoạn quan, vì vậy các hoạn quan tìm cách vu cáo bắt giam Doãn Chương và giết cả họ. Từ đó việc triều chính đều do các hoạn quan thao túng. Các hoạn quan còn tìm cách mê hoặc Nam Hán Hậu Chủ bằng thuật đồng cốt.

## Với tôn giáo
Lưu Sưởng rất tin vào Đạo giáo, thường cùng các phi tần đi chơi các đạo quán, muốn thỉnh cầu xin thẻ để được trẻ mãi không già.
Ông rất yêu thích các tượng thần đủ mọi tư thế, muốn được ở trong đội ngũ đó. Vì vậy ông cho gọi thợ đến đúc tạc tượng mình để đưa vào Huyền diệu quán. Nhưng 2 lần đúc đầu, ông đều cho rằng không giống mình nên đã giết chết những người thợ tạc tượng. Đến lần thứ 3 ông mới ưng ý và đưa vào trong quán.

## Hưởng lạc
Lưu Sưởng ham sắc, phong cho người hầu của cha là Lê Quỳnh Tiên làm tài nhân và cho dự việc chính sự. Việc phê duyệt tấu chương của ông phần nhiều nghe theo lời Quỳnh Tiên.
Hoạn quan Lý Thác mang hai con gái vào cung hầu vua, vì vậy cũng được phong làm Nội Thái sư, lục quân dung quan thứ.
Lý Tố Hinh con gái Lý Thác được phong hoàng hậu không lâu thì qua đời. Hoạn quan Hứa Nhan Chân muốn mua vui cho vua, bèn sai người ra nước ngoài tìm được một cô gái người Ba Tư, nhan sắc của người này đặc biệt nổi trội, đường nét trên gương mặt vô cùng lộng lẫy. Đặc biệt nhất là vóc dáng rất đầy đặn. Lưu Sưởng rất yêu thích cô gái này sau cái nhìn đầu tiên. Sau một thời gian vừa ý, Lưu Sưởng phong cho người cung nữ Ba Tư làm "Tiên nhân đại phu", và vì vóc dáng mũm mĩm của mỹ nhân nên gọi thân mật là "Mi Trư" (con lợn đáng yêu).
Dựa trên Thanh Dị Lục - Tống Sử, Mi Trư được mô tả là một mỹ nhân với làn da nâu, thông minh lanh lợi, ca hát say đắm lòng người và đặc biệt nhất là có kỹ năng phòng the tuyệt đỉnh. Chính vì vậy mà Mi Trư có thể chiếm được ân sủng đặc biệt của một người ham mê tửu sắc như Lưu Sưởng.
Theo một tài liệu, để lấy lòng vua, Mi Trư đã chọn ra 9 nữ nhân có phong thái hơn người đưa vào cung. Sau đó, Lưu Sưởng đã lần lượt đặt tên cho họ là Mi Dương, Mi Ngưu, Mi Tượng, Mi Mã,... gọi chung là "Thập mi nữ".
Kỳ quặc hơn cả là Lưu Sưởng đã từng chủ động tìm kiếm mỹ nam khắp đất nước và đưa vào cung ân ái với sủng phi Mị Trư của mình.
Lưu Sưởng ngày đêm hưởng lạc, lại thích thú chuyện quan hệ nam nữ, nên tuyển nhiều con trai đưa vào cung, sai hành lạc với các cung nữ để mua vui. Các cung nữ được vua yêu quý đều có chức tước và áo mũ như quan lại, thậm chí có người có danh hiệu thái sư, thái phó.
Để tăng sự hưởng lạc, Lưu Sưởng sai xây điện Vạn Chính rất xa hoa tốn kém, chỉ riêng trang trí cột đã tốn 3000 thỏi bạch kim. Ngoài ra, ông còn bắt dân mò ngọc trai và tìm đá vân mẫu để trang trí cung điện.
Lưu Sưởng còn hay dẫn các cung nữ đi ngoạn cảnh, bắt nhiều thợ làm đường, phá cây làm hành cung trên đường đi đến những nơi thưởng ngoạn. Chỉ trong 3 năm ở ngôi, việc xây cất của Lưu Sưởng đã tốn rất nhiều tiền trong nước.
Lãnh thổ nước Nam Hán chỉ có 6 châu và dân số khoảng 1 triệu người, không chịu nổi sự hưởng lạc xa hoa của Lưu Sưởng.
Ông còn nghe theo lời Trần Diên Thọ, vu tội giết hết các anh em mình để ngăn chặn nguy cơ bị cướp ngôi. Ông lại đặt ra nhiều hình phạt tàn khốc như thiêu, dóc thịt, chặt khúc, bắt phạm nhân đánh nhau với hổ, voi. Vì vậy trong nước nhiều người oán hận ông.

## Hại trung thần
Năm 960, nhà Tống lên thay nhà Hậu Chu. Tống Thái Tổ lần lượt chinh phục các nước phía nam, bờ cõi tiến sát đến hai nước Nam Đường và Nam Hán. Trước nguy cơ đó, Thiều Đình Quyên khuyên Lưu Sưởng nên chuẩn bị giáp binh kháng cự và sai sứ đi giao hảo với nhà Tống. Tuy nhiên Lưu Sưởng không nghe theo.
Năm 964, Lưu Sưởng bỏ qua lời Thiều Đình Quyên, cho rằng mình có sức mạnh, bèn mang quân đánh phá Đàm Châu, bị tướng Tống là Phan Mỹ đánh bại.
Tháng 9 năm đó, Phan Mỹ mang quân đến đánh Sầm Châu, tướng giữ Sầm Châu của Nam Hán là Túc Nhan Hôn và thứ sử Lục Quang Đồ đều tử trận, tàn quân bỏ chạy về Thiều châu.
Lưu Sưởng nghe tin bại trận rất lo lắng và hối hận không nghe lời Thiều Đình Quyên, bèn phong Quyên làm Chiêu thảo sứ, sai mang quân thủy tới Quang Khẩu để đối phó với quân Tống.
Sau khi chiếm Sầm châu, Phan Mỹ cũng dừng binh không tiến sâu nữa, còn Đình Quyên ra trấn thủ cũng chiêu nạp thêm người vô gia cư làm binh lính, tạm giữ yên được biên giới. Nhưng không lâu sau lại có người gièm pha rằng Đình Quyên chiêu binh là có ý đồ làm phản. Lưu Sưởng không phân biệt thật giả, sai ngay sứ giả mang rượu độc đến Quang Khẩu cho Đình Quyên. Đình Quyên uất ức tự sát, quân lính tan rã không có lòng chiến đấu nữa.

## Cự tuyệt vua Nam Đường
Năm 970, Lưu Sưởng lại mang quân sang đánh Đạo châu của nhà Tống. Thứ sử Đạo châu là Cương Kế Huân tâu lên Tống Thái Tổ xin cất đại quân đánh Nam Hán.
Tống Thái Tổ ngại vùng Lĩnh Nam xa xôi hiểm trở, chưa muốn dùng binh, muốn thông qua vua nước Nam Đường đã thần phục mình là Hậu Chủ Lý Dực tác động tới Lưu Sưởng. Lý Dục sợ oai nhà Tống, nhận được thư của vua Tống bèn sai Phan Hựu viết thư cho Nam Hán Hậu Chủ như sau:
"Tôi với túc hạ là láng giềng. Tiếp tục minh ước của cha ông ta, tình chúng ta như anh em. Vinh nhục có nhau, sướng khổ cùng chịu. Vừa qua tôi nhập cống Tống, vua Tống bảo tôi nói với túc hạ không được động can qua nữa. Nếu từ bỏ ý đồ thì sứ giả đi xe hoa, mà hàng trăm vạn quân không phải điều động nữa. Nếu không, sẽ xảy ra bất trắc. Tôi thấy vua Tống không phải tham đất, mà là oán giận túc hạ không giữ cái lễ của kẻ bề tôi".
Hậu Chủ đọc thư, cho rằng Tống Thái Tổ nói suông 100 vạn quân để dụ hàng, nên viết thư trả lời Lý Dực tỏ ý không đầu hàng Tống. Lý Dục báo lại cho nhà Tống. Tống Thái Tổ lại viết thư cho vua Nam Đường, sai lựa lời nói với Nam Hán lần nữa. Lý Dục lại viết thư cho ông:
"Hoàng đế nhà Tống lại bảo tôi chuyển lời cho túc hạ, hôm nay nạp lễ vẫn chưa muộn. Nếu không hiểu ra, mùa thu này binh lính dưới thành, hậu quả không thể lường được. Tống đã cho phép thông hiếu, vậy thượng sách là hòa không đánh, hà tất phải tranh hùng. Khuyên túc hạ nghĩ lại mà cẩn thận."
Lưu Sưởng triệu tập các hoạn quan lại bàn bạc. Các hoạn quan bàn rằng Nam Hán tuy không rộng bằng Tống nhưng địa thế hiểm trở, quân Tống chưa dễ đánh được. Lưu Sưởng tin theo, bèn viết thư trả lời vua Nam Đường với lời lẽ kiêu ngạo và bắt giam luôn sứ giả Nam Đường.
Thấy Lưu Sưởng kiêu ngạo, Lý Dực một mặt sai sứ báo cho Tống Thái Tổ, mặt khác vẫn tự mình viết thư phân tích lợi hại một lần nữa nhưng không kết quả. Vua Tống thấy sứ Nam Đường lại tới, biết rằng Lưu Sưởng không khuất phục, bèn quyết định khởi đại binh đánh Nam Hán.

## Bại binh
Tháng 9 năm 970, Tống Thái Tổ phong Phan Mỹ làm Gia châu đạo hành doanh binh mã đô bộ thử, Y Sùng Kha làm phó; điều động các châu quận tập hợp binh mã về Gia châu. Phan Mỹ chia quân làm 4 đạo tiến tới đồn Bạch Hà.
Tại Nam Hán, các tướng giỏi nhiều người đã bị chết hoặc bãi chức vì gièm pha, nắm việc binh nhiều người là hoạn quan. Nghe tin quân Tống đến Bạch Hà, Lưu Sưởng sai Cung Trừng Khu ra phòng thủ Gia châu. Lúc đó quân lính Gia châu đói kém khổ cực, không đủ quần áo mặc, trông chờ Cung Trừng Khu ban thưởng động viên, nhưng không được gì. Vì vậy quân Gia châu chán nản, không còn ý chí chiến đấu. Cung Trừng Khu sợ hãi nhân lúc đêm tối lên thuyền trốn về Quảng Châu. Gia châu bị quân Tống vây chặt.
Lưu Sưởng nghe tin Gia châu nguy cấp rất sợ, đành triệu lại lão tướng Phan Sùng Triệt đã bị cách chức ra mặt trận. Sùng Triệt vốn bất mãn vì vô cớ bị bãi chức nên lấy cớ đau mắt không tiếp sứ giả. Lưu Sưởng phải điều Ngũ Nhạn Phu cứu Gia châu.
Ngũ Nhạn Phu tuy có chí nhưng tài năng có hạn, dẫn quân ngày đêm đi ra mặt trận. Đến nơi trời vừa tối, cho quân sĩ ngủ trên thuyền đợi đến sáng. Sáng hôm sau vừa lên bờ thì bị phục binh của Phan Mỹ kéo đến vây bắt gọn. Quân Nam Hán chết quá nửa, Nhạn Phu bị bắt chém, thành Gia châu đầu hàng.
Phan Mỹ phao tin đánh thẳng đến Quảng châu. Lưu Sưởng lại sai người đi triệu Phan Sùng Triệt lần nữa. Sùng Triệt không thể từ chối được, bèn lĩnh chức Nội thái sư, mang 3 vạn quân ra đóng ở Gia Giang.
Tháng 10 năm đó, Phan Mỹ đánh chiếm Chiêu châu. Thứ sử Chiêu châu bỏ chạy. Phan Mỹ tiến đánh luôn Quế châu, thứ sử Quế châu cũng bỏ thành chạy nốt.
Tháng 11, Phan Mỹ tiến về phía đông, đánh chiếm Liên châu.
Nghe tin mất 4 châu, Lưu Sưởng nói với các quan:
Quân Tống đánh được 4 châu đã thỏa mãn rồi, sẽ không tiến xuống phía nam nữa
Phan Mỹ tiếp tục hành quân đánh Thiều châu. Lưu Sưởng cử Lý Thừa Ốc làm đô thống, dẫn 10 vạn quân dàn trận ở núi Liên Hoa Phong chống lại. Quân Nam Hán dùng 10 con voi dàn trận phía trước, Phan Mỹ sai lấy nỏ bắn voi, voi quay đầu chạy. Quân Nam Hán bại trận, Thiều châu thất thủ.
Lưu Sưởng thấy nguy cấp quá, muốn đầu hàng, nhưng Lý Thác kịch liệt phản đối. Lưu Sưởng đành dùng kế đào hào đắp lũy cố thủ Quảng châu. Trong lúc vua Nam Hán không còn ai sai khiến thì một bà lão trong cung tiến cử con nuôi là Quách Sùng Nhạc. Lưu Sưởng bèn cho Nhạc làm Chiêu thảo sứ, cùng Thực Đình Hiếu mang 6 vạn quân ra Mã Kinh cự địch. Nhưng Sùng Nhạc không có tài cầm quân, chỉ biết thắp hương cầu thần phù hộ.
Tháng giêng năm 971, Phan Mỹ đánh chiếm Anh châu, Hùng châu. Phan Sùng Triệt không đánh mà hàng quân Tống.
Lưu Sưởng một mặt sai sứ cầu hòa, mặt khác chuẩn bị bỏ trốn. Ông sắp sẵn 10 chiếc thuyền, đưa vàng bạc châu báu lên thuyền, nhưng chưa sắp xong thì hoạn quan Lạc Phạm và hơn 1000 vệ sĩ đã cướp thuyền chạy trốn trước. Khi Lưu Sưởng và các phi tần định xuống thuyền thì thuyền đã đi mất. Không còn cách nào khác, Lưu Sưởng đành quay trở về cung làm biểu xin hàng, sai Tiêu Thôi Trung và Trần Duy Hưu đem đến chỗ Phan Mỹ. Phan Mỹ sai đưa sứ Nam Hán về Biện Kinh cho vua Tống quyết định.
Lưu Sưởng thấy sứ giả đi lâu không về, tưởng rằng không được hàng, nên lại ra lệnh cho Quách Sùng Nhạc tiến đánh. Ngày 4 tháng 2 (3 tháng 3), tướng Thực Đình Hiểu tử trận khi đang đốc trận. Phan Mỹ nhân lúc gió to bèn dùng hỏa công đánh trại Nam Hán. Quân Hán đại bại, Sùng Nhạc tử trận nốt.
Thành Quảng châu hỗn loạn. Cung Trừng Khu, Lý Thác bàn rằng:
Quân phương bắc đến đây là để cướp của báu. Nay ta đốt sạch đi, chỉ còn thành không thì quân địch không thể ở lâu, sẽ tự rút sớm
Lưu Sưởng cho là kế hay, bèn sai đốt cháy cung điện, kho tàng. Thành Quảng châu bị thiêu cháy. Sáng hôm sau, ngày Tân Mùi (5) tháng 2 (4 tháng 3) quân Tống tiến vào. Lưu Sưởng không còn đường thoát, phải cởi bỏ long bào, mặc áo vải, cưỡi ngựa trắng đến trước Phan Mỹ xin hàng.

## Tù binh
Tháng 4 năm 971, Lưu Sưởng cùng hơn 100 người tông thất và các quan bị giải về Biện Kinh và bị giam ở vườn Ngọc Tân. Bị quan nhà Tống là Lã Duy Khánh thẩm vấn vì tội phản phúc không chịu sớm thuần phục, Lưu Sưởng bèn quy hết lỗi cho Cung Trừng Khu và Lý Thác.
Ngày 1 tháng 5, Tống Thái Tổ làm lễ nhận tù binh và mang ra nhà Thái miếu dâng công. Lưu Sưởng dập đầu nhận tội và nói với vua Tống:
Bọn Trừng Khu là bề tôi cũ. Thần không được tự quyết việc gì. Khi còn ở nước, thần là bề tôi, Trừng Khu là quân chủ!
Vua Tống bèn sai mang Cung Trừng Khu và Lý Thác ra chém. Mấy hôm sau, Tống Thái Tổ phong cho Lưu Sưởng làm Hữu thiên ngưu vệ đại tướng quân, Ân Xá hầu và tặng tiền, gạo cùng 16 chum châu ngọc. Để đền ơn vua Tống, Lưu Sưởng chọn ra những viên châu ngọc đẹp nhất kết thành con rồng đang bay lộn rất sinh động và tinh xảo như thật và đề rằng: "Châu long cửu ngũ yên (rồng ngọc cuốn khúc)". Sau đó ông mang dâng Tống Thái Tổ, đồng thời trả lại 16 chum châu báu.
Vua Tống hết lời khen con rồng đẹp, cho gọi các quan chế tác mỹ nghệ đến xem, ai cũng ca ngợi. Vua Tống bèn thưởng cho ông 1 triệu rưỡi tiền.
Lưu Sưởng khi còn làm vua nếu không vừa ý ai thường gọi đến mời rượu và bỏ sẵn độc vào để giết người đó. Vì vậy khi được Tống Thái Tổ mời rượu, Lưu Sưởng sợ toát mồ hôi, lạy lục xin tha tội. Vua Tống cười và sai người hầu lấy chén rượu từ tay Lưu Sưởng rồi tự mình uống cạn. Lúc đó ông rất hổ thẹn, nhận ra vua Tống không có ý hại mình.

## Qua đời
Năm 980 đời Tống Thái Tông, Lưu Sưởng vì tửu sắc quá độ nên mang bệnh nứt nẻ khắp thân mình rồi qua đời, thọ 38 tuổi.
Lưu Sưởng làm vua được 14 năm, đặt 1 niên hiệu duy nhất là Đại Bảo (958-971). Ông bị quản thúc ở Biện Kinh trong 9 năm. Thụy hiệu là Huệ hoàng đế. Sử sách gọi ông là Nam Hán Hậu Chủ.